# Radiant Silvergun
Radiant Silvergun (яп. レイディアント シルバー ガン) — відеогра, вертикальний скролл-шутер, розроблений Treasure. Вона була випущена для аркадного автомата ST-V в 1998 році і згодом портована на Sega Saturn з анімаційними відеороликами від студії Gonzo, які розкривають сюжет. 14 вересня 2011 року гра вийшла на Xbox Live Arcade з покращеною графікою і мережевим кооперативом.

## Ігровий процес

### Основи
Гравець керує літаком під назвою Silvergun і бореться з великою кількістю противників, які переміщуються складними траєкторіями і обстрілюють літак численними кулями, лазерними променями і т. д. За знищення ворогів нараховуються очки.
Періодично зустрічаються боси і мідбоси — сильніші та більші за інших противники. Боси складаються з кількох частин, які, бувши зруйнованими до знищення «ядра» боса, дають додаткові очки. Окрім стрілецької зброї, літак гравця обладнаний енергетичним мечем (Radiant Sword), яким можна як атакувати ворогів зблизька, так і збивати кулі.

### Зброя
На відміну від більшості інших Shoot 'em Up, в цій грі немає бонусів. Вся зброя доступна з самого початку. Зброя отримує вищі рівні і, відповідно, стає потужнішою, в міру того як гравець використовує її, набираючи очки. Є 7 видів зброї, які можна змінювати в будь-який момент: Vulcan, Homing, Spread, Homing Plasma, Back Wide, Lock On Spread, Radiant Sword. В аркадній версії це здійснювалося комбінаціями трьох кнопок, в перевиданнях на кожну зброю призначена своя кнопка.

### Система «ланцюжків»
Гра нагороджує гравців за «ланцюжки» з послідовно знищених ворогів одного з трьох кольорів: червоного, синього або жовтого. Кожного разу, коли гравець вбиває трьох ворогів, які мають той же колір, він отримує бонусні очки. Максимум таким чином можна одержати до 100000 очок.

### Порядок етапів
У аркадному режимі першим рівнем гри є етап 3, відповідно до хронології сюжету. Наприкінці етапу 3, гравець може вибрати для продовження етапі 2 або 4. Обидва ведуть до етапів 5, 6, і фіналу на етапі 1. У варіанті для Sega Saturn гравець повинен грати всі етапи.

## Сюжет
Історія починається зі знахідки в 2520 році багатокутного каменеподібного артефакту поряд з нефункціонуючим роботом. Секретар оборони Землі, начальник Ігараші (Chief Igarashi), наказує дослідити Камінь. Тим часом на орбіті Землі, всередині корабля «Тетра», командувач Тенґай (Tengai) дає пілотам Бастеру (Buster), Ріні (Reana) і Гаєві (Gai) випробувати три прототипи новітніх винищувачів Silvergun. Ігараші передає інформацію про Камінь і робота, знайденого поряд, стверджуючи, що він має серійний номер 00104, точно як робот на борту «Тетри» під назвою Творець 00104; по суті це однакові роботи. Раптово Камінь стає активним, прикликає хмару невпізнаних об'єктів і згодом випускає хвилю світла, яка очищує Землю від життя. Тільки екіпаж «Тетри» залишається неушкодженим, оскільки корабель тоді знаходився на орбіті. Через рік після атаки Каменя, у 2521, «Тетра» працює в умовах браку продовольства і палива, тому здійснює спробу повернення на Землю.
«Тетра» летить до Землі, і три пілоти у своїх Silvergun-ах вирушають на розвідку, зустрічаючи опір створених артефактом машин. Етап 2, «Спогад», насправді є послідовністю спогадів, де «Тетра» і Silvergun-и стають на захист штаб-квартири оборони Землі від дронів Каменя. Усвідомлюючи, що зупинити Камінь неможливо, Ігараші відсилає «Тетру» і Silvergun-и на орбіту. Втеча вдається, але Камінь знищує життя на Землі.
У 2521 Камінь, який знає про «Тетру» і Silvergun-и, використовує створені ним машини, щоб знищити останніх людей. Починається Етап 4, «Ухилення». Бачачи необхідність знати більше про Камінь, Тенґай планує використати Творця, робота на борту корабля, щоб проникнути в штаб-квартиру і зібрати інформацію про нього, в той час, як «Тетра» і Silvergun-и стримують сили Каменя. Проте, Камінь дізнається про цей план. Етап 5, «Жертва», починається, коли два ворожі лінкори намагаються завадити виконанню місії. Silvergun-и збивають лінкори, але з'являється Камінь і руйнує штаб. Перед руйнуванням будівлі Тенґай, пілотуючи «Тетру» вберігає будівлю від падіння, що дозволяє Творцеві на борту Silvergun-а Ріни врятуватися. Гай йде на самовбивчий політ і пробує знищити артефакт тараном, але його Silvergun зникає при контакті з Каменем. Тенгай наказує Бастеру і Ріні летіти в космос, в той час, як він робить останню спробу зупинити Камінь, як це робив Гай. Перш ніж вони вирушать у космос, Творець просить, щоб вони залишили дещо…
Камінь знаходить Бастера і Ріну, втягуючи їх в космічний бій, коротко пояснивши, що через схильність людства до війни і руйнування воно повинно бути цілком знищене. Етап 6, «Походження», закінчується тим, що Камінь, змінюючи різні форми, все-одно зазнає поразки і переносить два Silvergun-и і їх пілотів назад у часі, в 100 000 до н. е. Бастер і Ріна тікають від спалаху Каменя, але він поглинає пілотів.
Фінал показує Творця через 20 років після атаки артефакту, в 2540. Робот в зарослому рослинами зруйнованому місті створює клонів Бастера і Ріни з їхнього волосся, яке попросив наприкінці Етапу 5. Камінь тепер неактивний і лежить посеред лісу. Перед виснаженням своїх запасів енергії, Творець пояснює, що Камінь стоїть на сторожі Землі і стежить за розвитком планети. Якщо люди морально деградують, він знищує життя і відтворює його знову, і так поки людство не усвідомить свою природу і зміниться. Це повторювалося раніше і сталося знову. Призначення Творця в усіх циклах історії полягає в збереженні людей шляхом створення клонів. З цими словами Творець вимикається і розвалюється так само як робот, колись знайдений біля Каменя. Історія закінчується тим, що клони Бастера і Ріни прокидаються, стаючи засновниками нового людства.

## Музика
Музику до Radiant Silvergun написав Хітоші Сакімото (Hitoshi Sakimoto), відомий своїми композиціями до відеоігор Vagrant Story та Final Fantasy XII. Саундтрек було окремо видань Toshiba EMI 7 серпня 1998, він включав оригінальну музику та її оркестрові обробки, загалом маючи 26 композицій.